# Jules Germain Cloquet

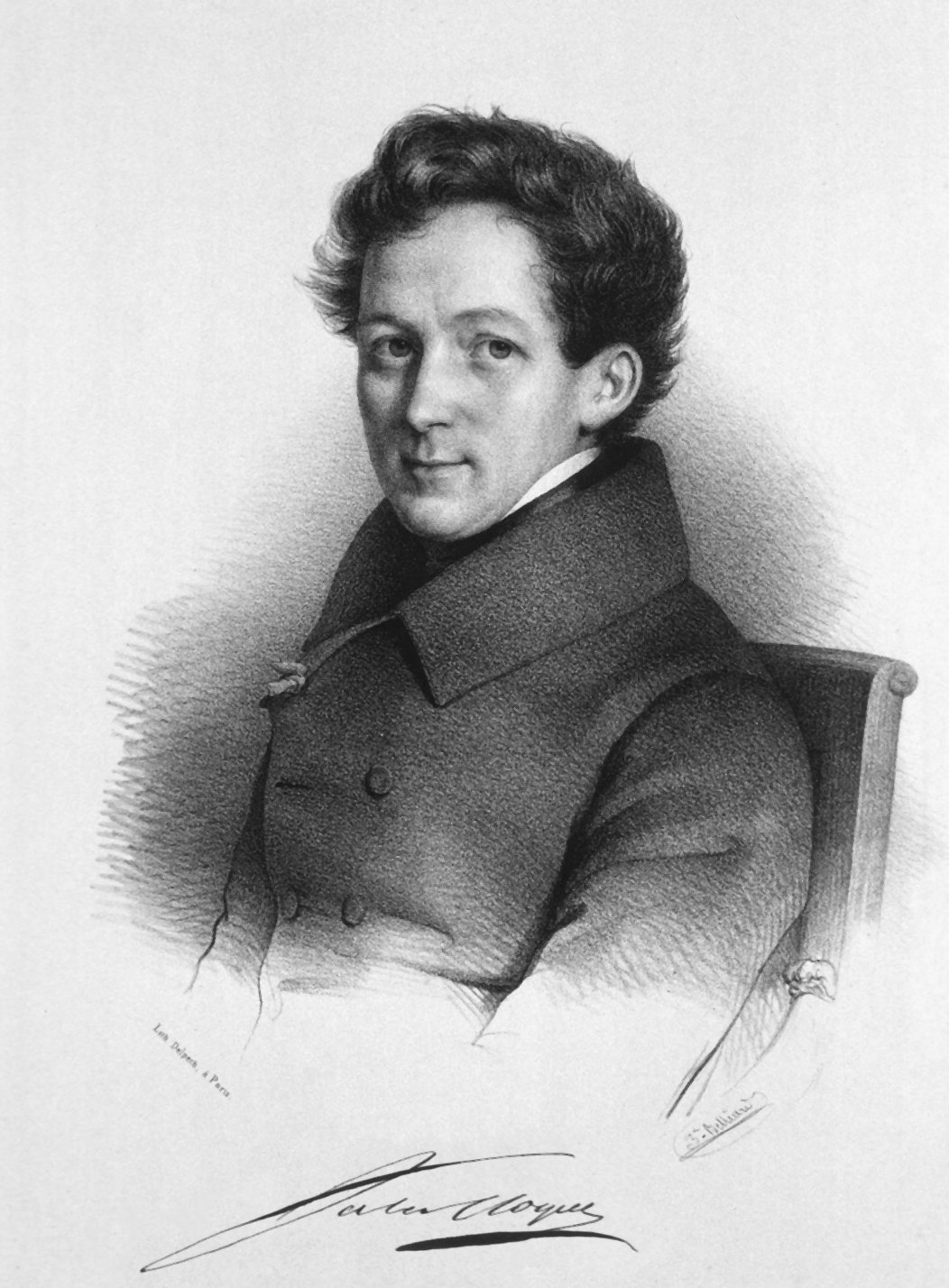
Jules Germain Cloquet, 1850

Jules Germain Cloquet (* 18. Dezember 1790 in Paris; † 23. Februar 1883 ebenda) war ein französischer Chirurg und Anatom. Er wirkte ab 1824 als Professor für Chirurgie in seiner Heimatstadt und veröffentlichte neben anderen Werken zwischen 1821 und 1831 einen aus fünf Bänden bestehenden Anatomieatlas. Zu den von ihm entdeckten und nach ihm benannten anatomischen Strukturen zählen der Cloquet-Kanal und der Cloquet-Lymphknoten; in der Chirurgie wird eine bestimmte Form einer Schenkelhernie als Cloquet-Hernie bezeichnet.

## Leben
Jules Cloquet wurde 1790 in Paris geboren und war der jüngere Bruder von Hippolyte Cloquet, der als Arzt in Paris tätig war. Jules Cloquet begann zunächst ein Studium der Naturwissenschaften am Collège de Médecine in Rouen, kehrte jedoch 1810 in seine Heimatstadt zurück, um dort Medizin zu studieren. Ab 1815 wirkte er als Prosektor in der Anatomie, zwei Jahre später erlangte er mit einer Arbeit über Hernien die Promotion. Er war ab 1819 in Paris als Chirurg am Hôpital St. Louis tätig und wurde 1824 zum Professor für Chirurgie sowie 1831 für chirurgische Pathologie und 1834 zusätzlich für klinische Chirurgie ernannt. Ab 1852 wirkte er für Napoleon III. als beratender Chirurg. Er starb 1883 in seiner Heimatstadt.

## Wirken
Jules Cloquet widmete sich insbesondere der Erforschung und Behandlung von Hernien und veröffentlichte eine große Zahl an Abhandlungen zur Chirurgie und Anatomie, darunter zwischen 1821 und 1831 unter dem Titel „Anatomie de l’homme“ einen fünfbändigen Anatomieatlas mit rund 1300 Abbildungen, von denen er die meisten selbst zeichnete. Außerdem war er Erstbeschreiber des nach ihm benannten Cloquet-Kanals im Auge und des Cloquet-Lymphknotens sowie Erfinder mehrerer chirurgischer Instrumente wie einer Arterienklemme und eines Geräts zur Entfernung von Fremdkörpern.
Nachdem Louis Berlioz bereits 1810 in seiner Landpraxis Patienten mit Akupunktur behandelt hatte, setzte ab Herbst 1824 auch Jules Cloquet diese Therapiemethode im Pariser Hôpital Saint-Louis zur Behandlung einer großen Anzahl von Kranken ein, die an Neuralgien und rheumatischen Erkrankungen litten. Seine Beobachtungen ließ er durch seine Schüler Pierre Pelletan, T. Dantu und J. Morand veröffentlichen. In den Pariser medizinischen Gesellschaften mokierte man sich über Cloquets Akupunktur-Eifer. Cloquet berichtete darüber, dass Akupunkturnadeln auffällig schnell rosten, woraus Laborde den Schluss zog, dass man dies zur sicheren Todesfeststellung nutzen könne, da in tote Körper gestochene Stahlnadeln, im Gegensatz zu in lebende Körper gestochene, nicht so schnell oxidieren würden. 1829 führte Cloquet eine chirurgische Geschwulstentfernung bei einer Patientin durch, die unter Mesmerismus-Hypnose keinerlei Schmerzen empfand. Dominique Jean Larrey bedauerte, dass sein „ehrenwerter Kollege solcher Gaukelei Glauben schenkte“.

## Auszeichnungen
Jules Cloquet zählte ab 1821 zu den ersten Mitgliedern der neugegründeten Académie nationale de Médecine, der er 1860 als Präsident vorstand. Ab 1855 gehörte er auch der Académie des sciences an. Er wurde 1867 zum Baron ernannt sowie 1847 als Ritter in die Ehrenlegion aufgenommen und 1856 zum Offizier befördert.

## Schriften (Auswahl)
- Recherches anatomiques sur les sur les hernies de l’abdomen. Thèse, Paris 1817 Digitalisat biu santé
- Recherches sur les causes et l’anatomie des hernies abdominale. Paris 1819
- Anatomie de l’homme, ou description et figures lithographiées de toutes les parties de corps humain. Fünf Bände. Paris 1821–1831
- Manuel d’anatomie descriptive du corps humain. Fünf Bände. Paris 1825–1835 Digitalisat biu santé Band I Band II Band III Band IV Band V
- Mémoire sur les concrétions intestinales (entérolithes, égagropiles etc). Paris 1855